# William Cayton
William „Bill“ D’Arcy Cayton (* 6. Januar 1918 in New York City, New York; † 4. Oktober 2003 in Larchmont, New York) war ein US-amerikanischer Filmproduzent, Drehbuchautor und Sportmanager, der bei der Oscarverleihung 1969 für den Oscar für den besten Dokumentarfilm nominiert war. 1985 wurde er einer der ersten Manager von Mike Tyson nach dessen Wechsel ins Profilager. 2005 wurde er als Nicht-Sportler („Non-Participant“) in die International Boxing Hall of Fame (IBHOF) aufgenommen.

## Leben
William „Bill“ D’Arcy Cayton schloss 1937 ein Studium im Fach Chemieingenieurwesen an der University of Maryland mit einem Bachelor of Science (B.S. Chemical Engineering) ab und gründete danach eine Beratungsfirma. Er war seit Mitte der 1950er Jahre als Filmproduzent tätig und produzierte 1954 den Boxsport-Filme The Big Fight: Jack Sharkey vs. Primo Carnera (1954) über die Titelverteidigung des unumstrittenen Boxweltmeisters Jack Sharkey am 29. Juni 1933, die dieser gegen Primo Carnera verlor. 1955 war er Produzent und Drehbuchautor der US-Version des Fantasyfilms Reise in die Urzeit. 
Bei der Oscarverleihung 1969 war er für den Oscar für den besten Dokumentarfilm für Legendary Champions (1968) nominiert, ein Dokumentarfilm über die Schwergewichts-Weltmeisterschaftskämpfe im Boxen zwischen 1882 und 1929. 
1970 produzierte Cayton Jack Johnson, in dem mit Fotografien und Wochenschauaufnahmen wird das Leben des schwarzen Schwergewichtsboxers Jack Johnson aufgearbeitet wird. Für diesen Film war Regisseur Jim Jacobs bei der Oscarverleihung 1971 ebenfalls für den Oscar für den besten Dokumentarfilm. nominiert. Aus dem Soundtrack des Films entstand das 1971 veröffentlichte Jazzalbum A Tribute to Jack Johnson von Miles Davis. 1977 war er Produzent sowie Regisseur des Dokumentarfilms Knockout über die bekannten Boxer Max Baer, Primo Carnera und Jack Dempsey.
Bill Cayton war zudem als Sportmanager tätig. Als im März 1985 Mike Tyson mit 18 Jahren in das Profilager wechselte, wurde Tyson zunächst unter Cus D’Amato durch seine beiden Manager Cayton und Jimmy Jacobs behutsam aufgebaut. Am 6. März 1985 bestritt Tyson seinen ersten Profikampf. Aufgrund seiner spektakulären Siege erreichte Tysons Popularität eine Dimension, die mit der von Muhammad Ali vergleichbar war. Er wurde weiterhin von der sogenannten „Catskill-Connection“, bestehend aus Jim Jacobs, Billy Cayton und Kevin Rooney, gemanagt. Niemand schien diese Gemeinschaft auseinanderbringen zu können, auch nicht der umtriebige Boxpromoter und Manager Don King. Nach dem Kampf gegen Michael Spinks am 27. Juni 1988 verlängerte Tyson seinen auslaufenden Vertrag bei seinem verbliebenen Manager Bill Cayton jedoch nicht weiter und unterschrieb stattdessen bei Don King, vor dem D’Amato zu Lebzeiten immer gewarnt hatte. 2005 wurde er als Nicht-Sportler („Non-Participant“) in die International Boxing Hall of Fame (IBHOF) aufgenommen.
Cayton war vom 16. April 1942 bis zu deren Tode am 10. August 2000 mit Doris Rothback verheiratet. Aus dieser Ehe stammten drei Kinder. Er starb an den Folgen eines Bronchialkarzinoms. 

## Auszeichnungen
Oscar
- 1969: Nominierung in der Kategorie Oscar für den besten Dokumentarfilm für Legendary Champions

## Filmografie (Auswahl)
- 1958: The Space Explorers
- 1961: The Underseas Explorers
- 1970: Sugar Ray Robinson: Pound for Pound
- 1970: a.k.a. Cassius Clay